# クトゥルフ神話の土地
クトゥルフ神話の土地では、クトゥルフ神話に登場する土地について記載する。
ドリームランドの地理については、ドリームランド (クトゥルフ神話)を別途参照。地球外の星々については、クトゥルフ神話の星々を別途参照。
実在の土地には●をつける。クトゥルフ神話初期の作品は、作家たちが生きた1920年代から1930年代のアメリカ東部、ニューイングランド地方を舞台としたものが、比較的多い。

## 一覧

### あ行
アーカム Arkham

アメリカ合衆国マサチューセッツ州。ミスカトニック大学がある。
ラヴクラフトの作品で頻出する。ラヴクラフトは、故郷プロヴィデンスとセイレムを合成して、架空都市アーカムを作った。
アイルズベリイ Aylesbury
アイリズベリイ街道が、アーカムからダニッチに伸びる街道である。ダニッチでは新聞「アイリズベリイ・トランスクリプト」が刊行されている（ダニッチの怪）。
ダーレス作品では、ダニッチ近辺の街の名前になっている。
登場作品：『ハスターの帰還』『丘の夜鷹』『谷間の家』『屋根裏部屋の影』
アヴェロワーニュ Averoigne
フランス南部地域。オーヴェルニュ地域圏Auvergneが実在のモチーフ。スミスのアヴェロワーニュ作品に登場する。スミスによる作品数は12、時代は12世紀中世から18世紀近世まで。
古代には邪教が信仰され、中世にはローマカトリックの侵攻を受けた。大半が森に覆われ、土着信仰とクトゥルフ神話とキリスト教が併存する。中心は聖堂都市ヴィヨンヌ。
スミスの未発表草稿『サドクアの神託』は、シリーズ最古のローマ占領時代を舞台としており、サドクア（ツァトゥグァ）崇拝が構想されていた。
アトランティス Atlantis

大西洋にあったが沈んだとされている大陸。古代ギリシアの哲学者プラトンが著書の中で言及しているが、実在は証明されていない。19世紀にオカルトに取り込まれ、ムー大陸ブームに繋がる。
クトゥルフ神話でも言及されるが、南太平洋のムー（レムリアと同一視される）や北大西洋のハイパーボリアほど目立った存在ではない。
アラオザル Alaozar
古代の石造都市。中央アジアビルマ奥地のスン高原近くの湖上の島にある。
登場作品：『潜伏するもの』。ロイガーとツァールが旧神に封印されており、矮人種族チョー・チョー人が復活させようとしていた。
イレム（円柱都市イレム、イラム、アイレム）　Iram of the Pillars
イスラム教の聖典『コーラン』に登場する、伝説上の都市「円柱のイラム」のこと。イラムの所在地には諸説あるのだが、クトゥルフ神話ではアラビア半島のルブアルハリ砂漠にて無名都市と並んで言及され、作品によっては二都市が混同される。Iramをアイレムと読むのは無理があるが、ラヴクラフトはIremと綴ったため、そこからの訳である。
オマーンで1992年に古代遺跡ウバルUbarの遺跡が見つかり、ウバル＝伝説のイレムは実在したと話題になった。
インスマス（インスマウス） Innsmouth

アメリカ合衆国マサチューセッツ州の港町。アーカムとニューベリーポートNewburyport●の間に位置し、バスが通っている。
また『セレファイス』には、同名の漁村インスマスが、イギリスのコーンウォール半島にある。
名前がアレンジされることがある。日本の蔭洲升（いんすます）、スペインのインボッカ。
蔭洲升（いんすます）

日本の漁村。インスマスを日本にアレンジしたもの。モデルは南房総で、小説版によると東北地方に位置する。夜刀浦市の項目も参照。
エジプト ●
クトゥルフ神話においては、特にロバート・ブロックが古代エジプトにまつわる物語を著した。エジプト神話の神々の中で最古の神が、黒い魔神ナイアーラトテップ。暗黒のネフレン＝カ王は、歴史から消された。
オーゼイユ街
フランスのパリ、と推定される。
登場作品：『エーリッヒ・ツァンの音楽』

### か行
ガールン（グハーン） G'harne
エチオピアの地底都市。地底種族クトーニアンが住まう。
創造者はブライアン・ラムレイ。
カルコサ Carcosa
ハスターや黄衣の王と関わりのある都市。おうし座アルデバランのハリ湖にいるハスターが、近くのカルコサの都市を支配する、とされている。だがカルコサの時代や場所は一貫しておらず名状しがたい。付け加えると、ハスターとは地名でもある。
狂気山脈 Mountains of Madness

南極大陸。標高35000フィート、地図に載っていない黒い山脈。
主な登場作品：『狂気の山脈にて』
キングスポート Kingsport
アメリカ合衆国マサチューセッツ州の港町で、ミスカトニック川の河口に位置する。
川をはさんで北の沿岸には「父なるネプチューン（Father Neptune）」と呼ばれる高い岩山がそびえ、その頂には謎めいた家がある。
町の中央にある高い丘には古い教会があり、地下の洞窟では100年に一度のユールの日に魔宴が行われると言われる。
ウォーターストリートには、船乗りあがりの「恐ろしい老人」なる老人が住んでいる。
モデルはマーブルヘッドで、またセイレムも合成されていると分析されている。
主な登場作品：『魔宴』、『恐ろしい老人』、『霧の高みの不思議な家』
クン＝ヤン K'n-yan

北米の地底世界（地球空洞説）。地上との出入り口のひとつはオクラホマ州カドー郡のビンガー村近くの古代の墳丘にある。
大きく分けて2つのエリア、「青く輝く大都市ツァス」と「赤く輝く廃墟ヨス」に分かれている。ツァスの住人は異星から到来し、地上世界の水没を逃れてクン＝ヤンに移住したと語り伝える。ツァスの民はヨスの先住種族をふくむ他種族をすべて征服して奴隷化している。トゥルー（クトゥルフの異称）や蛇神イグのほかシュブ＝ニグラス、ナグとイェブ、名づけられざるもの（Not-to-Be-Named One）を信仰している。
赤いヨスからはツァトゥグァの信仰ももたらされたが、さらに地下の領域、暗黒のンカイにおいて、黒い不定形の生物がツァトゥグァを崇拝するおぞましい光景が発見され、信仰はすたれた。
主な登場作品：『墳丘の怪』
月霊山脈 Mountains of the Moon
ベルギー領コンゴ（1908-1960。以後はザイール→コンゴ民主共和国）の、ウガンダと国境を接するあたり。ルウェンゾリ山脈のことであり、月霊山脈（月の山脈）はギリシャの地学者クラウディオス・プトレマイオスによる古い呼称。
主な登場作品：『足のない男』
ケム Khem
古代エジプトの言葉で「黒」を意味し、おそらくは古代エジプト（ケメト＝黒土の国）と同義。ナイアーラトテップが人間の姿で現れた。
登場作品：ユゴスの黴
ゴーツウッド Goatswood
イギリス南西部グロスタシャー、ブリチェスター近くの朽ち果てた町。地名はGoatswood＝山羊/木、つまり森林の黒山羊シュブ＝ニグラスを暗示する（ムーン・レンズ）。
主にラムジー・キャンベルのイギリスの作品に登場する。
コモリオム Commoriom

ハイパーボリア大陸の王国首都。主にクラーク・アシュトン・スミスのハイパーボリア作品に登場する。元はギリシア神話で言及されるもの（→ハイパーボリア）。
コラズィン村（Corazin：コラツィン）
ニューヨーク州アッティカにある集落。雑多な混血民たちが退廃的なカルト集会を行う。近くには妖術師ヴァン・デル・ハイル家の屋敷があった。
登場作品：『アロンソ・タイパーの日記』
名前の元ネタは新約聖書に登場する古代イスラエルの都市コラジン。M・R・ジェイムズの『マグヌス伯爵』でも触れられている。ブライアン・ラムレイの『妖蛆の王』にはイスラエルのコラズィン出身の妖術師（反キリスト）が登場する。コラジンはクトゥルフの化身体の名前にも使われている。

### さ行
サンティアゴ Santiago
サンディエゴとは異なる。アメリカ西海岸カリフォルニア州にある都市で、特徴はサンディエゴに似る。サンボーン太平洋古代遺物研究所がある。
リン・カーターの作品に登場する。
C市（Cし）
Cへの対策機関であるCAT研究所。日本の港町だった敷地に建設された小都市。
世界各国から集められた科学者達と、雑用をこなす職員達が居住する。職員達は地元民。対C最終兵器HCACSを産み出す。
登場作品：小林泰三『C市』『C市に続く道』
シュトレゴイカバール村 Stregoicavar
ハンガリー山奥、地図にない村。黒の碑がある。
主な登場作品：『黒の碑』
スン高原 Sung
中央アジアビルマ奥地シャン＝シ地方。近くに古代都市アラオザルがある。
登場作品：『潜伏するもの』
シャン＝シ地方について詳細な説明はないが、ビルマにはシャン地方が実在する。作中当時はイギリス領であり、外国人の立入が禁じられた魔境とされていた。シャン地方は黄金の三角地帯という麻薬密造エリアとして知られる。
セイレム（セイラム） Salem●
アメリカ合衆国マサチューセッツ州。ボストンの北にある港町。1692年の魔女裁判の舞台であり、嫌疑を逃れてアーカムやダニッチに移住した人たちの中には、本物の黒魔術師もいた。例：魔女キザイア・メイスン（魔女の家の夢）、ジョゼフ・カーウィン（チャールズ・ウォードの奇怪な事件）、魔女アビゲイル・プリン（セイレムの恐怖）
ケスター図書館にはネクロノミコンがある。
セイラムズ・ロット（旧名ジェルサレムズ・ロット）en:Jerusalem's_Lot_(Stephen_King)
アメリカ合衆国メイン州の田舎町。スティーヴン・キング作品にてキャッスルロック、デリーen:Derry (Stephen King)と並んで三位一体を形成する。
日本のアボガドパワーズのアダルトゲーム『黒の断章』に登場するリヴァーバンクスの町は、セイラムズ・ロットの南に位置する。
ゾティーク Zothique

はるか未来の大陸。クラーク・アシュトン・スミスのゾティーク作品に登場する。地球は老いて退廃し、科学文明は滅んで太古の魔術が復活した。

### た行
ダニッチ（ダンウィッチ） Dunwich

アメリカ合衆国マサチューセッツ州の村。
ツァン高原 Tsang
中央アジアの高原。チベットのツァン地方を指すのかもしれない。
“悍ましい黄色の異様なものども”“無貌の守護者”と呼ばれた神官たちが、旧支配者“ツァンの象神”チャウグナル・ファウグン像を祀る。
神官ザントゥー（ムー大陸の邪神イソグサの神官）の墓がある。
主な登場作品：『恐怖の山』
ティームドラ Theem'hdra
始原の大陸と称される。太古に存在した大陸。独自のファンタジー生態系と神々の信仰が存在する。ナイトゴーントなどはこの世界からドリームランドに移住してきた。
創造者はブライアン・ラムレイで、シリーズが存在するが未訳。

### な行
ナコタス Pnakotas
オーストラリア西部グレートサンディ砂漠に、先頭だけ露出した古代遺跡。イースの大いなる種族の科学都市。
登場作品：『時間からの影』
南極大陸
1911年末にノルウェーのロアール・アムンセンが南極点に到達した。その後も各国から探検隊が派遣され、1930年にミスカトニック大学が学術探検隊を派遣した出来事が『狂気の山脈にて』である。狂気山脈については当該項目を参照。
ナチスドイツも1938年に探検隊を送り、資源獲得を目論んだが（ノイシュヴァーベンラント）、温暖なオアシスが発見されたと噂される。

### は行
パートリッジヴィル Partridgeville
ニューヨーク近郊。近くにはマリガンの森がある。
フランク・ベルナップ・ロングの作品『喰らうものども』『ティンダロスの猟犬』に登場する。
ハイパーボリア（ヒュペルボリア、ヒューペルボリア） Hyperborea

北極海と北大西洋の間のグリーンランド近辺にあったとされる古代大陸、および王国。クラーク・アシュトン・スミスの作品に登場する。
バル＝サゴス Bal Sagoth
アトランティスの残滓と言われる、大西洋の島と古王国。ケルト時代にあった。
登場作品：ロバート・E・ハワード『バル＝サゴスの神々』（未訳）
蟇の神殿（ひきがえるのしんでん） Temple of the Toad
中央アメリカホンジュラスの密林。紀元前1000年頃のオルメカ文明よりも古い時代の遺跡。
主な登場作品：『屋根の上に』
ブリチェスター Brichester
イギリス南西部グロスタシャー、セヴァン渓谷近くの町。ゴーツウッドも近い。
主にラムジー・キャンベルのイギリスの作品に登場する。
プロヴィデンス Providence●
アメリカ合衆国ロードアイランド州の州都。ハワード・フィリップス・ラヴクラフトの生まれ故郷。ラヴクラフトは実在の建物や住所を作品に登場させているため、ラヴクラフト作品は虚実が入り混じる。またプロヴィデンスにはブラウン大学がある。ブラウン大学はミスカトニック大学のモデルであり、『クトゥルフの呼び声』のエインジェル教授はブラウン大学の人物。
ボストン Boston●
アメリカ合衆国マサチューセッツ州の州都。ケンブリッジにはハーバード大学があり、ワイドナー記念図書館はネクロノミコンを所蔵する。
天才画家リチャード・アプトン・ピックマンが失踪前まで住んでいた。地下には食屍鬼達が棲息する。『ピックマンのモデル』

### ま行
ミスカトニック大学 Miskatonic University

アメリカ合衆国マサチューセッツ州アーカム。町を流れるミスカトニック川に由来する名称。
モデルはプロヴィデンスのブラウン大学。
ムー大陸 Mu

南太平洋に存在した大陸。クトゥルフの支配地。最終的には海に沈んで滅びたとされている。ルルイエとも関連する。
1931年のジェームズ・チャーチワードの提唱によって現れた説であり、クトゥルフ神話草創期としてはリアルタイムの新概念であった。18世紀から知られていたレムリアよりも、ムー説は新しい。クトゥルフ神話ではレムリアと同一視されることがある。
主にラヴクラフト、ヘンリー・カットナー、リン・カーターが舞台として描いた。諸作家間で神の顔ぶれが異なる。
カーターは『奈落の底のもの』にて、イソグサの復活に旧神が攻撃を加えてムーを滅ぼしたとした。
ムナール地域 Mnar
サルナスやイブという（廃）都市がある。ラヴクラフトの設定ではドリームランドの地域であるが、ブライアン・ラムレイは目覚めの世界のアラビアに設定した。
サルナスはすなわちサールナート（鹿野苑）であるが、これは偶然の一致でありラヴクラフトは知らなかったのだろうとダニエル・ハームズは述べている。
主な登場作品：『サルナスの滅亡』『大いなる帰還』
無名都市 The Nameless City

アラビア半島南部、ルブアルハリ砂漠に埋もれている古代都市。クトゥルフを崇める匍匐爬虫類種族が築いたもの。
主な登場作品：『無名都市』、『永劫の探究』

### や行
夜刀浦市（やとうら し）
千葉県海底郡の地方都市。近隣には赤牟町（＝アーカム）、王港町（＝キングスポート）といった土地がある。
朝松健が創造し、クトゥルフ神話アンソロジー『秘神』の共通舞台として用いられた。赤牟や王港は、もともと蔭洲升に関連して作られた地名で、後から夜刀浦に結び付けられた。邪神ヨス＝トラゴンと関わりがある。
「Role&Roll」20号収録の『夜刀浦綺譚』は作者監修付の資料集である。

### ら行
レッド・フック街 Red Hook
アメリカ合衆国ニューヨーク州ニューヨークのスラム貧民街。
登場作品：『レッド・フックの恐怖』
ルルイエ R'lyeh

南太平洋に沈んだ島・古代都市。死せるクトゥルフが眠っている。
レムリア Lemuria

南太平洋に存在した大陸。インド洋にあったかもしれないと言われている大陸であるが、「クトゥルフ神話の」レムリア大陸は南太平洋にある。神智学者ウィリアム・スコット＝エリオット (William Scott-Elliot) の説に則っている。南太平洋のレムリアとムーを、異なる物として扱う作家もいれば、同一視した作家もいる。
リン・カーターのレムリアン・サーガの舞台でもある。
レン高原 Leng

中央アジアにある、とされる。だがドリームランドにおいても言及され、設定上位置が確定できない。
主な登場作品：『魔犬』
ロマール Lomar
北極圏に存在した王国。ノフケーやイヌート族の襲撃に遭い滅びた。ロマールにあったナコト写本が、ドリームランドに持ち込まれた。
登場作品：『北極星』『未知なるカダスを夢に求めて』など。
ロバート・M・プライスの『裏道』には、滅んだ後のロマールの民について言及がある。

### わ行、ん
ンガイの森 N'gai
アメリカ合衆国ウィスコンシン州のリック湖の周辺にある森。ナイアーラトテップのアジト。
主な登場作品：『闇に棲みつくもの』。ウィスコンシン州は、ダーレスの地元である。